# Distinktives Merkmal
Ein distinktives Merkmal (englisch distinctive feature) ist eine bedeutungsunterscheidende Eigenschaft von sprachlichen Objekten.
Der Begriff wurde ursprünglich in der Phonologie entwickelt, dann in der Linguistik allgemein fruchtbar gemacht und wird unter anderem auch in der Computerlinguistik verwendet.

## Das distinktive Merkmal in der Phonologie

### Begriff
Ein phonologisches distinktives Merkmal wird definiert als artikulatorische Eigenschaft eines Lautes:87, 350:59 f.(Phons) oder des davon abstrahierten Phonems,:92 die innerhalb des lautlichen Systems einer Einzelsprache für die Bedeutungsdifferenzierung mitverantwortlich ist.
Für Bedeutungsunterschiede nicht verantwortliche Merkmale werden redundante Merkmale genannt.:92

### Beispiele
1. Für das Phonem /⁠p⁠/ des Deutschen ist folgende Bündelung von distinktiven Eigenschaften möglich:[1]:82
a) stimmlos (im Gegensatz zu /⁠b⁠/)
b) an den Lippen gebildet (im Gegensatz zu /⁠t⁠/ und /⁠k⁠/)
c) Plosiv/Verschlusslaut (im Gegensatz zu /⁠f⁠/ als Frikativ)
d) oraler Laut (im Gegensatz zu /⁠m⁠/, einem Nasallaut, der mit gesenktem Velum produziert wird).
2. In Bezug auf das Merkmal Stimmhaftigkeit ist der Laut [⁠d⁠] merkmalhaltig (auch merkmalhaft), während der Laut [⁠t⁠] merkmallos ist.
3. Betrachtet man ein Minimalpaar, d. h. ein Wortpaar, das sich bei unterschiedlicher Bedeutung und gleicher Lautzahl nur in einem Laut unterscheidet wie Beet [beːt] – Bett [bɛt], so beruht ihr Unterschied nur in den Lauten [⁠eː⁠] und [⁠ɛ⁠]. Diese Laute weisen folgende artikulatorischen Merkmale auf:
  - [eː]: mittelhoch, vorne, ungerundet, lang
  - [ɛ]: mittelhoch, vorne, ungerundet, kurz

Sie unterscheiden sich also nur in dem Merkmal kurz – lang. Dieser Merkmalsgegensatz allein ist aber in der Lage, die beiden Wörter für Sprecher und Hörer erkennbar zu unterscheiden, d. h., sie haben eine distinktive (unterscheidende) Funktion. Solche Merkmale werden daher distinktive Merkmale genannt. Damit ist klar, dass die beiden Laute auch Repräsentanten verschiedener Phoneme sind.

### Bedeutung
Der Begriff distinktives Merkmal wurde ursprünglich von Roman Jakobson für phonologische Einheiten eingeführt.
Da distinktive Merkmale die wesentlichen Eigenschaften der Phoneme sind, werden Phoneme auch als „Bündel distinktiver Merkmale“ definiert.:82
Dies veranlasst in manchen phonologischen Theorien, nur die distinktiven Merkmale und nicht die Phoneme für entscheidend zu halten.
Jakobson stellte in der Phonologie ein System von binären Merkmalen auf, mit denen jeder Sprachlaut beschreibbar ist. Die Zweiwertigkeit phonologischer distinktiver Merkmale ermöglicht die Erstellung einer Merkmalmatrix.:97
Die Merkmalsanalyse von Phonemen erlaubt es, artikulatorische Veränderungen bei einem Sprachwandel als Prozesse zu erklären und in einer Sprache sogenannte reguläre Oppositionsverhältnisse (Korrelationen) festzustellen (Beispiel im Deutschen: Lenis/Fortis – /b/:/p/; /g/:/k/).
Teilweise wird vertreten, dass phonologische distinktive Merkmale universellen Charakter haben.
Das Phoneminventar einer Sprache lässt sich auf die phonologischen distinktiven Merkmale reduzieren. Nach Jakobson (1951) bedarf es nur 12 Merkmale. Wiese (1996) geht fürs Deutsche von 37 Phonemen und 22 distinktiven Merkmalen aus.

## Das distinktive Merkmal in der Linguistik allgemein
Der Begriff des Merkmals wurde von der Phonologie auf die Morphologie und Lexikologie übertragen.
Allgemein gesprochen ist ein distinktives Merkmal die bedeutungsunterscheidende Eigenschaft einer sprachlichen Einheit, die durch Vergleich mit einer anderen sprachlichen Einheit, die bis auf das distinktive Merkmal mit ihr übereinstimmt, festgestellt wird.

## Das distinktive Merkmal in der Computerlinguistik
Der Begriff Merkmal ist in der Computerlinguistik mehrdeutig, neben distinktiven Merkmalen gibt es auch sprachliche Merkmale in den sog. Merkmalstrukturen.